# Chapelle de Mazières
Pour les articles homonymes, voir Mazières.
La chapelle de Mazières, est une chapelle située sur la commune de Hauteville-Lompnes dans le département de l'Ain, en France. Située dans la forêt de Mazières, non loin de la route provenant d'Hauteville-Lompnes et à destination du col de la Rochette, elle est relativement isolée. La cascade du Trou de la Marmite est située à proximité.
La chapelle est particulièrement connue pour les deux pèlerinages dont elle fait l'objet annuellement : le 15 août et le 8 septembre.

## Histoire
Plusieurs hypothèses expliquent sa création au XIIe siècle. En 1605, le compte-rendu de Saint François de Sales la mentionne. En 1645, René de Lucinge, entre autres seigneur des Allymes, lui affecte une somme d'argent pour réparation. En 1867, les conseils municipaux des communes de Lompnes, Hauteville et Cormaranche, tous trois géographiquement concernées par la chapelle, décident de la placer indivis.
Dans les années 2010, une association « Les Amis de Mazières » contribue activement à la restauration du lieu.

## Description
Les toitures sont refaites et le clocher est construit (tel qu'il est en 2015) en 1878. La chapelle est considérée de style néo-roman. Une croix tréflée est située au-dessus de la porte latérale. Une statue de la Vierge est placée à l'extérieur, à proximité immédiate de la chapelle.
L'intérieur est d'une grande sobriété, tant par ses décorations que par son peu de mobilier. Signalons la frise représentant des feuilles de hêtres qui fait le tour intérieur de l'édifice.